# Liste der Kulturdenkmäler in Paschel
In der Liste der Kulturdenkmäler in Paschel sind alle Kulturdenkmäler der rheinland-pfälzischen Ortsgemeinde Paschel aufgeführt. Grundlage ist die Denkmalliste des Landes Rheinland-Pfalz (Stand: 8. Februar 2023).

## Einzeldenkmäler
| Bezeichnung                        | Lage                    | Baujahr | Beschreibung                                                    | Bild |
| ---------------------------------- | ----------------------- | ------- | --------------------------------------------------------------- | ---- |
| Katholische Filialkirche St. Josef | Brunnenstraße 16 Lage   | 1844    | kleiner Saalbau, bezeichnet 1844                                | BW   |
| Benrather Hof                      | westlich des Ortes Lage | 1709    | Vierseithof, Renaissanceflügel, Erneuerung und Erweiterung 1709 | BW   |